# Ligne d'Esch-sur-Alzette à Audun-le-Tiche
La ligne d'Esch-sur-Alzette à Audun-le-Tiche est une courte ligne de chemin de fer internationale de 5,2 km reliant Esch-sur-Alzette au Luxembourg à Audun-le-Tiche en France.
Exploitée par la Direction générale impériale des chemins de fer d'Alsace-Lorraine en 1880, par l'Administration des chemins de fer d'Alsace et de Lorraine après 1919, par la SNCF après 1938 puis par la Deutsche Reichsbahn après 1940, elle est exploitée depuis 1946 par la société nationale des chemins de fer luxembourgeois.

## Histoire
Le pays d'Audun-le-Tiche fait officiellement partie des territoires français annexés par l'Empire allemand lors de la signature du Traité de Francfort le 10 mai 1871.
Le 20 octobre 1875, l'État du Grand-Duché et la société royale grand-ducale des chemins de fer Guillaume-Luxembourg (GL) signent une convention pour la concession d'une ligne d'Esch à la frontière, vers Audun-le-Tiche, en prolongement de la ligne de Bettembourg à Esch. Cette convention est approuvée par la loi du 7 juillet 1876, qui autorise également son exploitation par la Direction générale impériale des chemins de fer d'Alsace-Lorraine (EL) suivant les conditions de la convention d'exploitation de 1872.
La ligne mise en chantier en août 1877 est mise en service le 1er avril 1880.
Le 30 décembre 1883, un embranchement industriel de 1,15 km vers Hoehl est mis en service.
Alors que les mines de fer s'épuisent, les allemands vont, lors d'une prospection, découvrir la présence d'un important gisement de minerai (la minette) en profondeur. De nombreuses concessions sont attribuées et la majorité du minerai extrait est transporté par la ligne de chemin de fer vers les hauts-fourneaux d'Esch-sur-Alzette.
Elle est électrifiée le 15 mai 1972, la ligne industrielle de Hoehl l'est depuis le 17 mai 1963. En 1992, la Société nationale des chemins de fer luxembourgeois (CFL) met en service une navette dans le but d'« inciter les travailleurs transfrontaliers à utiliser les transports collectifs ferrés », impliquant une remise en état de la ligne jusqu'à Audun, mise en service le 21 septembre 1992.
En 2002, la fréquentation quotidienne dans les deux sens est de 1 200 voyageurs pour une desserte de 10 allers-retours.
L'ancienne ligne industrielle de Hoehl, dont les installations étaient toujours en place dans les années 2000, a été a priori déposée à cette époque.
L'avenir de cette ligne est assez incertain : en novembre 2020, le ministre luxembourgeois chargé des transports annonce son intention de mettre en place une ligne de bus à haut niveau de service, connectée avec le futur tram rapide Luxembourg-Esch, entre le futur quartier Alzette d'Esch-sur-Alzette, la gare d'Esch-sur-Alzette, Audun-le-Tiche et Villerupt en réutilisant la plateforme de la ligne CFL, dont la fréquentation journalière n'est que de 700 voyageurs. Cette annonce fait l'objet de critiques, comme par exemple celle du syndicat OGBL qui a « l'impression d'être revenu dans les années 60 » ou des maires des communes françaises de Villerupt et d'Audun-le-Tiche qui regrettent une décision qu'ils jugent unilatérale.

## Caractéristiques

### Tracé
Longue de 5,2 kilomètres, la ligne relie Esch-sur-Alzette à Audun-le-Tiche en France. D'orientation nord-sud, elle est électrifiée en 25 kV – 50 Hz et est à voie unique et à écartement normal (1 435 mm).
Le tracé de la ligne, qui dessert le sud du Luxembourg est relativement plat, avec une pente maximale de 11 ‰. Cela se traduit notamment par l'absence de tunnels.
Cette courte ligne internationale comporte deux sections, en tant qu'infrastructure, de part et d'autre de la frontière entre la France et le Luxembourg. Sur le réseau luxembourgeois elle porte le numéro « 6e » entre Esch-sur-Alzette et la frontière et sur le réseau français le numéro « 196300 » avec pour dénomination « raccordement d'Audun-le-Tiche ».

### Infrastructures

#### Signalisation
La ligne est équipée de la signalisation ferroviaire luxembourgeoise et du Système européen de contrôle des trains de niveau 1 (ETCS L1), ce dernier cohabite jusqu'au 31 décembre 2019 avec le Memor II+.

#### Gares
Outre la gare d'origine, de Esch-sur-Alzette, la ligne comporte une seule autre gare ou halte voyageur : Audun-le-Tiche. Une de ces gares a également des installations de « terminal fret » et de « gare de formation » : Esch-sur-Alzette.

#### Vitesses limites
La vitesse limite est de 40 km/h sur l'ensemble de la ligne.

## Trafic
La ligne est desservie par une ligne commerciale des CFL, la ligne Esch-sur-Alzette - Audun-le-Tiche.
La desserte s'effectue dans la pratique par des trains Regionalbunn uniquement.